# Tipula (Lunatipula) wewalkai
Tipula (Lunatipula) wewalkai is een tweevleugelige uit de familie langpootmuggen (Tipulidae). De soort komt voor in het Palearctisch gebied.